# 한국골재협회공제조합
한국골재협회공제조합(韓國骨材協會共濟組合, Korea Aggregates Financial Cooperative)은 조합원에게 골재채취업 영위에 따른 각종 보증, 융자 등의 사업을 시해함으로써 조합원의 자주적인 경제활동과 경제적인 지위향상을 도모하여 골재채취업의 건전한 발전을 기함을 목적으로 설립된 공제기관이다. 서울특별시 송파구 백제고분로 401(송파동) 골재회관 7층에 있다.

## 설립 근거
- 골재채취법[3]

## 연혁
- 1993년 7월 15일 한국골재협회 설립
- 2003년 9월 5일 건설교통부 장관 공제사업 인가
- 2003년 11월 1일 조합업무 개시
- 2005년 3월 23일 조합 창립총회
- 2010년 5월 17일 박예식 회장 연임
- 2013년 3월 28일 박도문 회장 취임

## 주요 업무
- 회원의 골재채취업 영위에 따른 입찰보증, 계약보증, 하자보수보증, 복구비예치보증, 리스보증, 자재구입보증, 전기요금납부이행보증, 공유수면 점ㆍ사용료 이행보증
- 회원의 골재채취업 영위에 필요한 자금의 융자
- 회원의 골재 납품대금으로 받은 어음의 할인
- 공제사업에서 보증한 허가 받은 토지 등의 복구설계서 작성 및 복구대행 사업
- 국가 또는 지방자치단체에서 위탁하는 사업
- 조합원에 고용된 자의 복지향상과 업무상 재해로 인한 손실을 보상하는 공제사업
- 기타 회원의 경제적 이익을 도모하기 위한 사업

## 조직

### 회장
- 운영위원회

### 부회장

#### 조합관리이사
- 보증영업팀
- 기획경영팀
- 고객관리팀

## 같이 보기
- 한국골재협회
- 대한건설단체총연합회